# Richard Trowbridge
Sir Richard John Trowbridge (* 21. Januar 1920 in Hampshire, England; † 4. Mai 2003 in Portsmouth) war ein britischer Konteradmiral und Gouverneur des australischen Bundesstaats Western Australia.

## Leben
Trowbridge wurde 1920 als Sohn eines Farmers geboren und besuchte die Grundschule in Andover. Im Alter von 15 Jahren trat er in die Royal Navy ein. 1940 wurde er zum Sub-Lieutenant befördert und wurde während des Zweiten Weltkriegs hauptsächlich im Pazifik eingesetzt, zuletzt auf dem Zerstörer Wakeful.
Nach dem Krieg war Trowbridge in Singapur stationiert, bis er 1956 als Fregattenkapitän das Kommando über den Zerstörer Carysfort im Mittelmeer erhielt. Nach seiner Rückkehr nach England 1962 erhielt er die Beförderung zum Kapitän zur See und führte den Oberbefehl über das Fishery Protection Squadron sowie von 1967 bis 1969 den Lenkwaffenzerstörer Hampshire, eines der Flaggschiffe der britischen Marine. Von 1970 bis 1975 diente er als Flaggoffizier.
1980 wurde er zum Gouverneur von Western Australia ernannt. Nach Ende seiner Amtszeit kehrte er 1983 nach England zurück und ließ sich in Portsmouth nieder. Er war der letzte Brite, der das Amt des Gouverneurs von Western Australia innehatte.
Trowbridge starb 2003 an Lungenkrebs. Während seiner Dienstzeit beaufsichtigte er die Renovierung der Britannia, währenddessen verbautes Asbest ausgetauscht wurde; dies war vermutlich die Ursache seiner Erkrankung.

## Auszeichnungen
- Knight Commander des Royal Victorian Order (1983)

| Personendaten    | Personendaten                                              |
| ---------------- | ---------------------------------------------------------- |
| NAME             | Trowbridge, Richard                                        |
| ALTERNATIVNAMEN  | Ellison-Trowbridge, Richard John                           |
| KURZBESCHREIBUNG | britischer Konteradmiral, Gouverneur von Western Australia |
| GEBURTSDATUM     | 21. Januar 1920                                            |
| GEBURTSORT       | Hampshire, England                                         |
| STERBEDATUM      | 4. Mai 2003                                                |
| STERBEORT        | Portsmouth, England                                        |